# 1996-os magyar tekebajnokság
Az 1996-os magyar tekebajnokság az ötvennyolcadik magyar bajnokság volt. A bajnokságot november 30. és december 1. között rendezték meg Budapesten, a BKV Előre pályáján.

## Eredmények
| Versenyszám            | Arany                                   | Arany | Ezüst                                        | Ezüst | Bronz                                                            | Bronz |
| ---------------------- | --------------------------------------- | ----- | -------------------------------------------- | ----- | ---------------------------------------------------------------- | ----- |
| Férfi napi egyéni      | Mészáros József BKV Előre               | 973   | Pintér György Kaposvári Strabag              | 933   | Makkai Miklós Elmax Vasas                                        | 925   |
| Férfi páros            | Mészáros József, Klak János BKV Előre   | 1898  | Szabó György, Molnár Csaba Ferencvárosi TC   | 1868  | Deáky Attila, Matiszlovics Tibor BKV Előre, Fővárosi Vízművek SK | 1849  |
| Férfi összetett egyéni | Mészáros József BKV Előre               | 1923  | Molnár Csaba Ferencvárosi TC                 | 1879  | Klak János BKV Előre                                             | 1865  |
| Női napi egyéni        | Kovácsné Grampsch Ágota Ferencvárosi TC | 501   | Herczegné Vajda Gabriella Köfém SC           | 472   | Bíró Zsuzsanna BKV Előre                                         | 435   |
| Női páros              | Drajkó Imréné, Bíró Zsuzsanna BKV Előre | 905   | Herczegné Vajda Gabriella, Kun Anna Köfém SC | 880   | Bozó Melinda, Pocsainé Molnár Zsuzsa Szegedi ESK                 | 873   |
| Női összetett egyéni   | Kovácsné Grampsch Ágota Ferencvárosi TC | 954   | Herczegné Vajda Gabriella Köfém SC           | 931   | Drajkó Imréné BKV Előre                                          | 885   |